# Naust
En naust (da: nøst) er et hus til opbevaring af både og fiskeredskaber, oftest anlagt med den ene gavl mod vandet.
Ordet naust fra norsk; den første del nau- har sammenhæng med norrønt nór, der betyder skib og latin navis, der ligeledes betyder skib. Bygningstypen anses for næsten lige så gammel som båden.[kilde mangler]
En naust består normalt af to parallelle stenmure med tag og gavle af træ. Gulvet er næsten altid en fortsættelse af stranden i form af jord- eller stengulv. Ofte er en naust delvist nedgravet i terrænet.
Ved Augustenborg på Als er der opført en naust helt i træ, hvor også altså også gulv og vægge er af tømmer, hvilket er usædvanligt. Den bruges til at opbevare det rekonstruerede vikingeskib Sebbe Als.